# Боровац (Вишеград)
Боровац (серб. Боровац / Borovac) — село в общине Вишеград Республики Сербской Боснии и Герцеговины. Население составляет 11 человек по переписи 2013 года.

## Население[3]
По данным на 1991 год, в селе проживали 64 человека, все — бошняки.